# Łucjan Kamieński
Łucjan Kamieński, född 7 januari 1885, död 27 augusti 1964, var en polsk tonsättare och musikskriftställare.
Łucjan Kamieński studerade bland annat för Max Bruch och Hermann Kretzschmar och blev 1922 professor vid universitetet i Poznań. Han komponerade operorna Thamar, Damen und Husaren, operetten Tabu, en påsksymfoni, en violinsonat, körer, flera solosånger ("arbetssånger" med egna texter) och skrev Die Oratorien von J. A. Hasse (1912).